# Гомес Гроссу, Ибере
Ибере Гомес Гроссу (порт.-браз. Iberê Gomes Grosso; 1905, Сан-Паулу — 1983) — бразильский виолончелист. Внучатый племянник крупнейшего бразильского композитора XIX века Карлуса Гомеса.
Учился в Федеральном университете Рио-де-Жанейро, в 1924 г. вместе со своими соучениками, скрипачами Оскаром Боргертом и Мариуччей Яковино играл в первом концерте новосозданного студенческого оркестра. Затем совершенствовал своё мастерство под руководством Пабло Казальса.
Наиболее известен как ансамблевый музыкант. В 1930-е гг. пользовалось известностью фортепианное трио с его участием (Оскар Боргерт и пианист Томас Теран), в 1960-е гг. Гомес Гроссу выступал в составе фортепианного Квартета Гуанабара (вместе с Мариуччей Яковино и пианистом Арналду Эстрела), с 1964 г. постоянно играл дуэтом с пианистом и композитором Радамесом Гнаттали, исполняя сочинения самого Гнаттали и Эйтора Вилла-Лобоса.